# Художня гімнастика на Європейських іграх 2019
Змагання з художньої гімнастики на ІІ Європейських іграх 2019 року пройшли з 22 по 23 червня у Мінську, Білорусь.

### Медальний залік
| Місце  | Країна   | Золото | Срібло | Бронза | Загалом |
| ------ | -------- | ------ | ------ | ------ | ------- |
| 1      | Росія    | 4      | 1      | 2      | 7       |
| 2      | Ізраїль  | 2      | 2      | 0      | 4       |
| 3      | Білорусь | 2      | 1      | 2      | 5       |
| 4      | Болгарія | 0      | 3      | 2      | 5       |
| 5      | Україна  | 0      | 1      | 2      | 3       |
| Всього | Всього   | 8      | 8      | 8      | 24      |

## Медалісти
| Дисципліна                        | Золото             | Срібло                 | Бронза                  |
| Особиста першість                 | Особиста першість  | Особиста першість      | Особиста першість       |
| --------------------------------- | ------------------ | ---------------------- | ----------------------- |
| Абсолютна першість                | Діна Аверіна (RUS) | Ліной Ашрам (ISR)      | Катерина Галкіна (BLR)  |
| Вправа з обручем                  | Діна Аверіна (RUS) | Катерина Галкіна (BLR) | Влада Нікольченко (UKR) |
| Вправа з м'ячем                   | Ліной Ашрам (ISR)  | Катрін Тасєва (BUL)    | Діна Аверіна (RUS)      |
| Вправа з булавами                 | Ліной Ашрам (ISR)  | Діна Аверіна (RUS)     | Влада Нікольченко (UKR) |
| Вправа зі стрічкою                | Діна Аверіна (RUS) | Ліной Ашрам (ISR)      | Катрін Тасєва (BUL)     |
| Групові вправи                    |                    |                        |                         |
| Абсолютна першість                | Білорусь           | Болгарія               | Росія                   |
| Вправа з 5 м'ячами                | Росія              | Болгарія               | Білорусь                |
| Вправа з 3 обручами та 4 булавами | Білорусь           | Україна                | Болгарія                |

#### Абсолютна першість
| Місце | Гімнастка                       | Обруч  | М'яч   | Булави | Стрічка | Сума   |
| ----- | ------------------------------- | ------ | ------ | ------ | ------- | ------ |
| 1     | Діна Аверіна (RUS)              | 21.300 | 23.600 | 22.800 | 20.050  | 87.750 |
| 2     | Ліной Ашрам (ISR)               | 21.950 | 22.000 | 23.300 | 17.450  | 84.700 |
| 3     | Катерина Галкіна (BLR)          | 21.800 | 17.900 | 21.200 | 18.400  | 79.300 |
| 4     | Александра Аджирджикулезе (ITA) | 20.000 | 19.700 | 19.600 | 18.650  | 77.950 |
| 5     | Влада Нікольченко (UKR)         | 22.400 | 17.750 | 21.625 | 16.100  | 77.875 |
| 6     | Катрін Тасєва (BUL)             | 18.800 | 20.750 | 20.100 | 17.600  | 77.250 |
| 7     | Елені Келаідіті (GRE)           | 20.425 | 18.900 | 18.750 | 16.300  | 74.375 |
| 8     | Зохра Агхамірова (AZE)          | 19.100 | 17.850 | 19.225 | 16.225  | 72.400 |
| 9     | Андріа Вердес (ROU)             | 18.450 | 16.800 | 18.950 | 17.750  | 71.950 |
| 10    | Саломе Пажава (GEO)             | 19.650 | 17.750 | 18.250 | 16.300  | 71.950 |
| 11    | Ніколь Рупрехт (AUT)            | 19.900 | 16.275 | 16.950 | 16.875  | 70.000 |
| 12    | Фанні Пігніскі (HUN)            | 19.150 | 17.050 | 14.600 | 15.050  | 65.850 |

#### Вправа з обручем
| Місце | Гімнастка                       | Складність | Виконання | Штраф  | Сума   |
| ----- | ------------------------------- | ---------- | --------- | ------ | ------ |
| 1     | Діна Аверіна (RUS)              | 13.900     | 8.950     |        | 22.850 |
| 2     | Катерина Галкіна (BLR)          | 12.700     | 9.050     |        | 21.750 |
| 3     | Влада Нікольченко (UKR)         | 13.200     | 8.250     |        | 21.450 |
| 4     | Елені Келаідіті (GRE)           | 10.900     | 7.850     |        | 18.750 |
| 5     | Александра Аджирджикулезе (ITA) | 10.700     | 7.250     | -0.300 | 17.650 |
| 6     | Ліной Ашрам (ISR)               | 10.700     | 5.550     | -0.350 | 15.900 |

#### Вправа з м'ячем
| Місце | Гімнастка                       | Складність | Виконання | Штраф | Сума   |
| ----- | ------------------------------- | ---------- | --------- | ----- | ------ |
| 1     | Ліной Ашрам (ISR)               | 13.500     | 9.000     |       | 22.500 |
| 2     | Катрін Тасєва (BUL)             | 12.900     | 8.500     |       | 21.400 |
| 3     | Діна Аверіна (RUS)              | 13.600     | 7.700     |       | 21.300 |
| 4     | Катерина Галкіна (BLR)          | 11.800     | 9.250     |       | 21.050 |
| 5     | Елені Келаідіті (GRE)           | 11.500     | 7.900     |       | 19.400 |
| 6     | Александра Аджирджикулезе (ITA) | 11.600     | 7.400     |       | 19.000 |

#### Вправа з булавами
| Місце | Гімнастка                       | Складність | Виконання | Штраф | Сума   |
| ----- | ------------------------------- | ---------- | --------- | ----- | ------ |
| 1     | Ліной Ашрам (ISR)               | 13.700     | 9.000     |       | 22.700 |
| 2     | Діна Аверіна (RUS)              | 14.300     | 8.300     |       | 22.600 |
| 3     | Влада Нікольченко (UKR)         | 13.300     | 8.450     |       | 21.750 |
| 4     | Катрін Тасєва (BUL)             | 12.500     | 8.300     |       | 20.800 |
| 5     | Катерина Галкіна (BLR)          | 12.000     | 8.750     |       | 20.750 |
| 6     | Александра Аджирджикулезе (ITA) | 11.800     | 8.600     |       | 20.400 |

#### Вправа зі стрічкою
| Місце | Гімнастка                       | Складність | Виконання | Штраф  | Сума   |
| ----- | ------------------------------- | ---------- | --------- | ------ | ------ |
| 1     | Діна Аверіна (RUS)              | 12.400     | 8.950     |        | 21.350 |
| 2     | Ліной Ашрам (ISR)               | 12.100     | 9.000     |        | 21.100 |
| 3     | Катрін Тасєва (BUL)             | 11.900     | 8.600     | -0.050 | 20.450 |
| 4     | Катерина Галкіна (BLR)          | 10.700     | 8.700     |        | 19.400 |
| 5     | Андріа Вердес (ROU)             | 10.200     | 7.900     |        | 18.100 |
| 6     | Александра Аджирджикулезе (ITA) | 10.100     | 7.800     |        | 17.900 |

### Групові вправи

#### Абсолютна першість
| Місце | Команда     | 5 м'ячів | 3 обручі та 4 булави | Сума   |
| ----- | ----------- | -------- | -------------------- | ------ |
| 1     | Білорусь    | 26.150   | 26.450               | 52.600 |
| 2     | Болгарія    | 26.800   | 25.750               | 52.550 |
| 3     | Росія       | 27.300   | 24.400               | 51.700 |
| 4     | Італія      | 24.825   | 25.500               | 50.375 |
| 5     | Україна     | 21.800   | 26.375               | 48.175 |
| 6     | Азербайджан | 20.700   | 24.275               | 44.975 |
| 7     | Естонія     | 24.300   | 20.450               | 44.750 |
| 8     | Іспанія     | 20.150   | 21.600               | 41.750 |

#### Вправа з 5 м'ячами
| Місце | Гімнастка   | Складність | Виконання | Штраф | Сума   |
| ----- | ----------- | ---------- | --------- | ----- | ------ |
| 1     | Росія       | 19.300     | 8.000     |       | 27.300 |
| 2     | Болгарія    | 19.200     | 7.600     |       | 26.800 |
| 3     | Білорусь    | 18.400     | 7.750     |       | 26.150 |
| 4     | Італія      | 17.300     | 7.525     |       | 24.825 |
| 5     | Естонія     | 17.000     | 7.300     |       | 24.300 |
| 6     | Україна     | 16.300     | 5.500     |       | 21.800 |
| 7     | Азербайджан | 15.400     | 5.300     |       | 20.700 |
| 8     | Іспанія     | 14.400     | 5.750     |       | 20.150 |

#### Вправа з 3 обручами та 4 булавами
| Місце | Гімнастка   | Складність | Виконання | Штраф  | Сума   |
| ----- | ----------- | ---------- | --------- | ------ | ------ |
| 1     | Білорусь    | 18.200     | 8.250     |        | 26.450 |
| 2     | Україна     | 18.200     | 8.175     |        | 26.375 |
| 3     | Болгарія    | 17.500     | 8.250     |        | 25.750 |
| 4     | Італія      | 17.000     | 8.550     |        | 25.550 |
| 5     | Росія       | 17.700     | 6.700     |        | 24.400 |
| 6     | Азербайджан | 16.600     | 7.675     |        | 24.275 |
| 7     | Іспанія     | 15.900     | 5.700     |        | 21.600 |
| 8     | Естонія     | 15.600     | 5.750     | -0.900 | 20.450 |